# Konstsim vid världsmästerskapen i simsport 2025 – Mixat tekniskt parprogram
Mixat tekniskt parprogram i konstsim vid världsmästerskapen i simsport 2025 avgjordes den 23 juli 2025 i World Aquatics Championships Arena i Singapore.

## Resultat
Finalen startade klockan 19:32.
| Placering | Simmare                                       | Nationalitet         | Poäng    |
| --------- | --------------------------------------------- | -------------------- | -------- |
| 1         | Aleksandr Maltsev Majja Gurbanberdijeva       | Neutrala idrottare B | 233,2100 |
| 2         | Dennis González Mireia Hernández              | Spanien              | 230,4634 |
| 3         | Filippo Pelati Lucrezia Ruggiero              | Italien              | 228,0275 |
| 4         | Ranjuo Tomblin Isabelle Thorpe                | Storbritannien       | 226,0899 |
| 5         | Diego Villalobos Joana Jiménez                | Mexiko               | 218,8959 |
| 6         | Guo Muye Guo Sitong                           | Kina                 | 216,5234 |
| 7         | Eduard Kim Nargiza Bolatova                   | Kazakstan            | 199,8050 |
| 8         | Nicolás Campos Theodora Garrido               | Chile                | 199,7834 |
| 9         | Yogev Dagan Aya Mazor                         | Israel               | 186,7492 |
| 10        | Kantinan Adisaisiributr Pongpimporn Pongsuwan | Thailand             | 185,4400 |
| 11        | Bernardo Santos Gabriela Regly                | Brasilien            | 182,1041 |
| 12        | Gustavo Sánchez Emily Minante                 | Colombia             | 170,9792 |
| 13        | José Borges Talía Joa                         | Kuba                 | 120,8859 |
| 14        | Yaqil Alberto Kyra van den Berg               | Curaçao              | 108,2151 |